# Địch Lệ Nhiệt Ba
Địch-Lệ-Nhiệt-Ba Địch-Lực-Mộc-Lạp-Đề (tiếng Duy Ngô Nhĩ: دىلرەبا دىلمۇرات Dilraba Dilmurat, tiếng Trung: 迪丽热巴·迪力木拉提; bính âm: Dílìrèbā Dílìmùlātí, sinh ngày 3 tháng 6 năm 1992), thường được gọi tắt là Địch Lệ Nhiệt Ba hoặc Nhiệt Ba, là một nữ diễn viên, ca sĩ và người mẫu người Trung Quốc. Cô là người dân tộc Duy Ngô Nhĩ đến từ Ürümqi, Tân Cương.

## Tiểu sử
Nhiệt Ba sinh ngày 3 tháng 6 năm 1992 tại thành phố Ürümqi, Tân Cương, Trung Quốc. Cha cô là Dilmurat Abdullah, là ca sĩ đơn ca, được trao tặng danh hiệu "Diễn viên hạng nhất quốc gia" thuộc Đoàn Ca múa nhạc Tân Cương. Chịu ảnh hưởng lớn từ cha, Nhiệt Ba từ nhỏ đã tỏ ra hứng thú với các bộ môn nghệ thuật, cô cũng chủ động theo học đàn piano, violin, vũ đạo, các loại hình nghệ thuật. Tên đầy đủ Dilraba Dilmurat là tên khai sinh do chính cha cô đặt. Tên gọi này theo tiếng Duy Ngô Nhĩ mang ý nghĩa là người đẹp của lòng tôi và cũng là hàm ý mà cha cô muốn nhắn gửi cho cả thế giới biết rằng con gái ông ấy là người đẹp yêu dấu nhất trong lòng ông ấy.
Năm 2001, Nhiệt Ba mới 9 tuổi đã được cha đưa đến Học viện Nghệ thuật dự thi, lúc đó cô nghĩ chỉ là tham gia lớp văn nghệ, sau khi trúng tuyển Nhiệt Ba mới biết đó là Học viện Vũ đạo chuyên nghiệp. Nhiệt Ba cũng bắt đầu theo học múa dân tộc từ đây.
Năm 2007, sau khi tốt nghiệp Trường Trung cấp Nghệ thuật trực thuộc Học viện Nghệ thuật Tân Cương (chuyên ngành biểu diễn múa), cô trở thành diễn viên múa của đoàn Ca múa nhạc Tân Cương. Năm 2009, Nhiệt Ba học một năm dự bị tại Trường đại học Sư Phạm Đông Bắc ở Jilin, đồng thời trong thời gian này cô tham gia Cuộc thi Tân Ca dành cho các dân tộc thiểu số lần thứ nhất của tỉnh Cát Lâm (吉林省首届少数民族新歌大赛) và đạt được giải ba chung cuộc. Năm 2010, cô nhập học khoa biểu diễn của Học viện Hí kịch Thượng Hải, chuyên ngành kịch, điện ảnh và truyền hình. Cùng năm đó, cô tham gia thử vai cho dự án mới The Last Supper của đạo diễn Lục Xuyên.
Năm 2013, Nhiệt Ba chính thức ra mắt với vai chính trong bộ phim truyền hình A Na Nhĩ Hãn. Năm 2014, cô tốt nghiệp Học viện Hí Kịch Thượng Hải khoa biểu diễn và gia nhập công ty Gia Hành Thiên Hạ, bắt đầu bước chân vào giới giải trí.
Năm 2014, Nhiệt Ba tốt nghiệp Học viện Hý kịch Thượng Hải khoa biểu diễn.

## Sự nghiệp

### 2011 - 2016 - Khởi đầu sự nghiệp
Năm 2011, Nhiệt Ba được cha đề cử vào vai nữ chính bộ phim truyền hình A Na Nhĩ Hãn.
Năm 2013, Địch Lệ Nhiệt Ba ra mắt diễn xuất trong bộ phim truyền hình A Na Nhĩ Hãn (Anarhan), đóng vai chính. Bộ phim sau khi phát sóng đã nhận được đề cử Bộ phim xuất sắc nhất tại Giải Phi thiên lần thứ 30, và đạt giải bộ phim xuất sắc tại Ngũ Nhất Công Trình lần thứ 13. Năm 2014, cô ký hợp đồng cùng với studio Dương Mịch (sau đổi tên là Gia Hành Thiên Hạ) và trở thành nghệ sĩ dưới trướng đàn chị Dương Mịch, và đóng vai chính trong loạt phim web V Love, do công ty sản xuất. Cùng năm, cô nhận được sự chú ý của khán giả sau khi tham gia vai phụ bộ phim cổ trang tiên hiệp ăn khách Cổ kiếm kỳ đàm.
Năm 2015, Nhiệt Ba đóng vai chính trong bộ phim hài lãng mạn Người Tình Kim Cương giành được sự hoan nghênh cho vai diễn là một ngôi sao nhạc pop láu lỉnh, Cô đã giành giải Diễn viên mới được khán giả yêu thích nhất tại Giải thưởng phim truyền hình Trung Quốc lần thứ 7 cho vai diễn của mình.
Năm 2016, Địch Lệ Nhiệt Ba được giao vai chính trong bộ phim thể thao dành cho thanh thiếu niên Ma Lạt biến hình kế (Hot girl). Cô đã giành giải Nữ diễn viên mới xuất sắc nhất tại ENAwards 2016 cho vai diễn của mình trong bộ phim. Cũng vào năm này, cô tham gia diễn chính trong bộ phim điện ảnh Ngạo kiều và định kiến (ra rạp ngày 21 tháng 4 năm 2017), bộ phim giúp Nhiệt Ba nhận được giải thưởng Nữ diễn viên mới xuất sắc nhất tại Liên hoan phim Điện ảnh Trung - Anh 2016.

### 2017–nay: Đột phá
Tháng 1/2017, Nhiệt Ba đóng vai chính trong "Lý Huệ Trân xinh đẹp" phiên bản Trung Quốc của bộ phim truyền hình Hàn Quốc "Cô nàng xinh đẹp". Bộ phim rất được yêu thích trong suốt thời gian phát sóng, thu hút hơn 7 tỷ lượt xem trực tuyến và cô đã giành giải Nữ diễn viên được yêu thích nhất và Giải thưởng Nữ diễn viên được khán giả bình chọn tại Giải thưởng Kim Ưng cho vai diễn của mình. Cô cũng đóng vai chính trong bộ phim lãng mạn giả tưởng "Tam sinh tam thế thập lý đào hoa" với vai nàng cáo tinh Bạch Phượng Cửu. Bộ phim đã trở nên vô cùng nổi tiếng ở Trung Quốc cũng như trên toàn thế giới, và giúp Địch Lệ Nhiệt Ba được công nhận và nổi tiếng hơn. Với vai diễn này, cô đã nhận được đề cử Nữ diễn viên phụ xuất sắc nhất tại Liên hoan truyền hình Thượng Hải.
Cùng năm đó, cô có vai chính đầu tiên trên màn ảnh rộng trong bộ phim hài lãng mạn "Ngạo kiều và định kiến". Diễn xuất của cô đã mang về cho cô giải Nữ diễn viên mới xuất sắc nhất tại Liên hoan phim Trung Quốc - Anh năm 2016. Sau đó, cô đóng vai chính trong bộ phim tình cảm lịch sử Tần thời lệ nhân minh nguyệt tâm, và bộ phim giả tưởng Namiya, bản chuyển thể của Trung Quốc từ tiểu thuyết Nhật Bản Điều kỳ diệu của tiệm tạp hóa Namiya.  Địch Lệ Nhiệt Ba đã giành giải Diễn viên mới tại Giải Kim Phượng cho vai diễn của cô trong Namiya. Năm 2017, Địch Lệ Nhiệt Ba cũng tham gia mùa thứ năm của Keep Running với tư cách là thành viên chính thức, ngày càng nổi tiếng với vai diễn tạp kỹ của mình. Forbes China đã đưa Địch Lệ Nhiệt Ba vào danh sách 30 Under 30 Châu Á năm 2017 bao gồm 30 người có ảnh hưởng dưới 30 tuổi có ảnh hưởng đáng kể trong lĩnh vực của họ.
Năm 2018, Địch Lệ Nhiệt Ba đóng vai chính trong bộ phim hài lãng mạn 21 Karat. Sau đó, cô đóng vai chính trong bộ phim tình cảm võ hiệp Liệt hỏa như ca cùng với Vic Chou. Cùng năm đó, bộ phim hài lãng mạn khoa học viễn tưởng Nghìn lẻ một đêm cùng với Đặng Luân được công chiếu. Tỷ suất người xem truyền hình đồng thời của bộ phim đã "vượt 1%", với mức trung bình là 1,018% tại 52 thành phố và đã đạt 6 tỷ lượt xem trực tuyến trước khi bộ phim kết thúc. Do sự nổi tiếng ngày càng tăng của mình, Địch Lệ Nhiệt Ba đã được trao vương miện Nữ thần Kim Ưng tại Liên hoan nghệ thuật truyền hình Kim Ưng Trung Quốc lần thứ 12. Năm 2018, sau khi vượt qua 40 triệu người theo dõi trên Weibo, có thông báo rằng Địch Lệ Nhiệt Ba có một studio độc lập trực thuộc Jay Walk Studio. Năm 2019, Địch Lệ Nhiệt Ba lần đầu tiên xuất hiện trong Gala mừng năm mới của CCTV, biểu diễn ca khúc "China Happy Events". Dilraba cũng tham gia mùa thứ năm của Go Fighting! với tư cách là thành viên cố định. Năm 2019, cô là một trong những cố vấn trong chương trình thi đấu Produce Camp 2019.

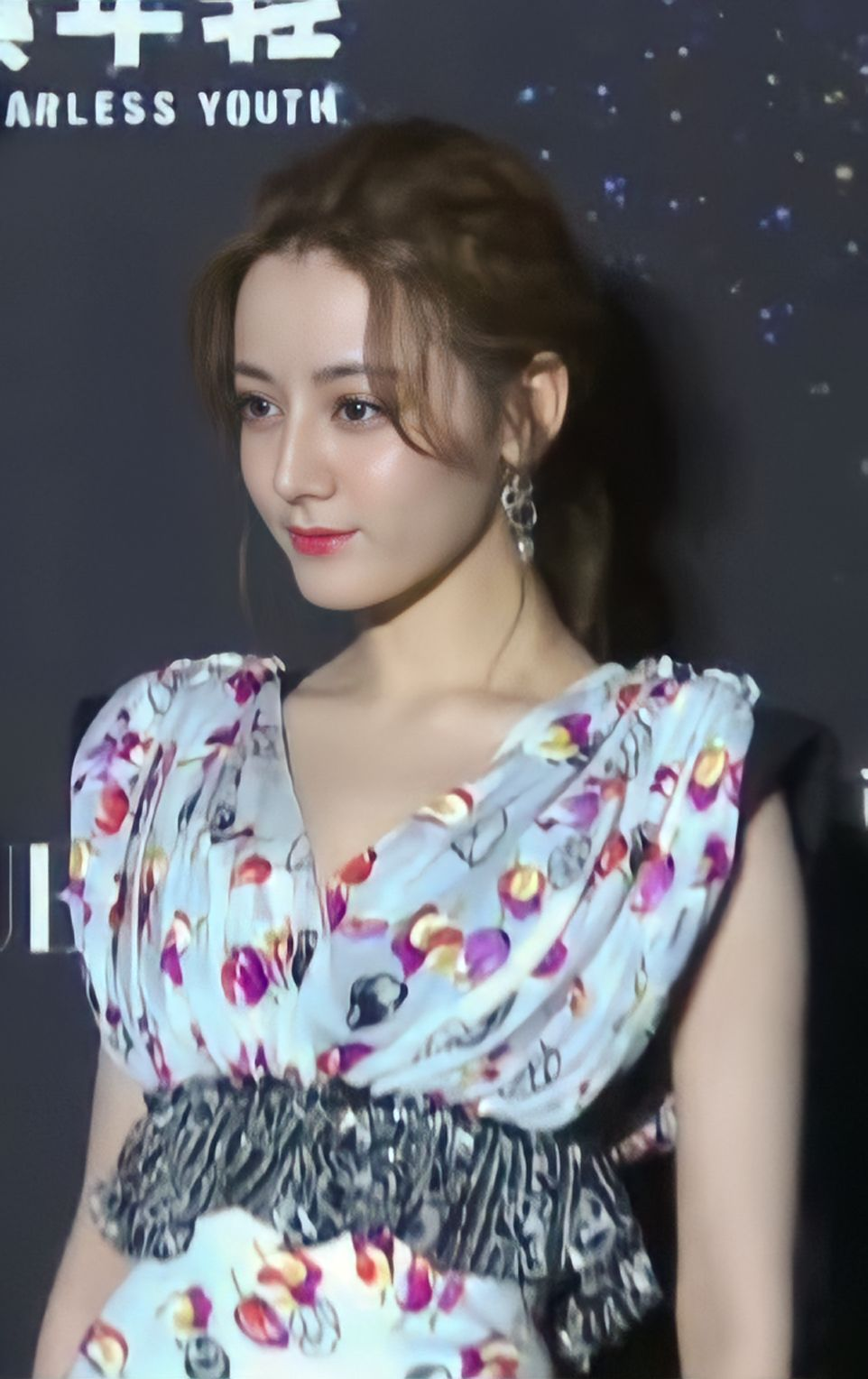
Dilraba năm 2021

Tháng 1 năm 2020, Địch Lệ Nhiệt Ba đóng vai chính trong bộ phim tình cảm giả tưởng Tam sinh tam thế chẩm thượng thư, tiếp tục đảm nhận vai Bạch Phượng Cửu từ Eternal Love. Cùng năm đó, cô đóng vai chính trong bộ phim tình cảm công sở Hạnh phúc trong tầm tay (Love Designer), vào vai một nhà thiết kế thời trang. Itháng 6 năm 2020, Địch Lệ Nhiệt Ba được Statista xếp hạng là người nổi tiếng thứ hai được yêu thích nhất trên Douyin, với 55,6 triệu người theo dõi. Sau đó, Địch Lệ Nhiệt Ba đóng vai chính trong bộ phim giả tưởng lịch sử Saga of Light, vào vai Hằng Nga.
Năm 2021, cô đóng vai chính trong bộ phim cổ trang "Trường Ca Hành", vào vai Lý Trường Ca. Bộ phim này đã giúp cô nổi tiếng hơn nữa. Địch Lệ Nhiệt Ba sau đó đóng vai chính trong "Em là niềm kiêu hãnh của anh". với vai Kiều Tĩnh Tĩnh cùng với Dương Dương. Bộ phim đã thành công về mặt thương mại và đạt được 4 tỷ lượt xem trong suốt thời gian phát sóng. Năm 2022, cô được chọn đóng trong Ngự giao ký: Dữ quân sơ tương thức cùng Nhậm Gia Luân và trong An Lạc truyện cùng Cung Tuấn. Năm 2023, cô đóng vai chính trong bộ phim luật Công tố tinh anh cùng Đồng Đại Vệ.

### 2020 - Tập trung sự nghiệp diễn xuất
Năm 2020, Nhiệt Ba tiến vào 02 đoàn phim.
Ngày 29/3 khai máy bộ phim "Trường Ca Hành". Phim do Nhiệt Ba đóng cặp cùng Ngô Lỗi. Ngày 27/7 bộ phim chíng thức đóng máy.
Ngày 29/9 khai máy bộ phim "Em là niềm kiêu hãnh của anh". Phim do Nhiệt Ba đóng cùng nam diễn viên Dương Dương, chuyển thể từ tiểu thuyết cùng tên của Cố Mạn, do chính Cố Mạn làm biên kịch, đạo diễn Vương Chi.
Người nhận được danh hiệu sao nữ được yêu thích nhất năm 2020 chính là Nhiệt Ba.

### 2021 - Hai vai diễn nổi bật và thành tích phim đột phá
Ngày 06/01 đóng máy bộ phim Em Là Niềm Kiêu Hãnh Của Anh.
Ngày 18/02 khai máy bộ phim Ngự Giao Ký. Phim do Nhiệt Ba đóng chính cùng Nhậm Gia Luân, là bộ phim cổ trang chuyển thể từ tiểu thuyết cùng tên của tác giả Cửu Lộ Phi Hương, kể về thái tử người cá Trường Ý vô tình bị bắt lên bờ và nữ pháp sư thuần yêu Kỷ Vân Hòa. Ngày 06/06 bộ phim chính thức đóng máy.
Ngày 20/7 khai máy bộ phim An Lạc Truyện. Phim do Nhiệt Ba đóng chính cùng Cung Tuấn, là bộ phim cổ trang chuyển thể từ tiểu thuyết Đế Hoàng Thư của tác giải Tinh Linh, kể về thái tử Hàn Diệp và thái tử phi Đế Tử Nguyên (đồng thời cũng là trại chủ Nhậm An Lạc). Ngày 12/11 bộ phim chính thức đóng máy.

### 2022 - Chuyển mình trong sự nghiệp
Ngày 08/03, bộ phim Công Tố Tinh Anh chính thức khai máy và công bố đội hình diễn viên. Nhiệt Ba đảm nhận vai nữ chính - công tố viên An Ni. Đây là bộ phim Trung Quốc đầu tiên nói về đề tài công tố tại Trung Quốc, đồng thời là bộ phim chính kịch trọng điểm do Viện kiểm sát nhân dân tối cao Trung Quốc sản xuất. Đối với riêng Nhiệt Ba, đây là bộ phim chính kịch đầu tiên mà cô đảm nhận vai chính kể từ sau khi nổi tiếng. Trước đó, Nhiệt Ba từng đảm nhận nữ chính trong bộ phim chính kịch nhỏ do Tân Cương sản xuất - A Na Nhĩ Hãn. Công Tố Tinh Anh chính thức đóng máy ngày 18/06/2022 tại Thành Đô, Trung Quốc.

### 2023 - Tập trung sự nghiệp sau nửa năm nghỉ ngơi
Ngày 18/01, Christian Dior công bố Nhiệt Ba trở thành đại sứ thương hiệu khu vực Trung Quốc. Đồng thời cô cũng xuất hiện trong chiến dịch quảng cáo túi xách toàn cầu của thương hiệu bên cạnh nhà văn Chimamanda Ngozi Adichie, đại diện thương hiệu - Công nương xứ Monaco Beatrice Borromeo và đại sứ toàn cầu - nữ diễn viên Anya Taylor. Một tháng rưỡi sau khi công bố là tân Đại sứ thương hiệu khu vực Trung Quốc, Dior tiếp tục dành cho Nhiệt Ba một danh phận nữa là Người đại diện dòng mỹ phẩm Dior Beauty tại khu vực Trung Quốc.
Ngày 12/04, Nhiệt Ba cùng đoàn làm phim khai máy bộ phim "Hoa Hồng Kiếm Sắc" tại tỉnh Quý Dương, Trung Quốc. Bộ phim với đề tài phá án hình sự là bộ phim chính kịch thứ 3 của Nhiệt Ba sau A Na Nhĩ Hãn và Công Tố Tinh Anh.

## Phim ảnh

### Hoạt hình
| Năm  | Tựa đề           | Tựa đề tiếng Trung | Vai             | Thể loại                  | Phát sóng     | Truyện tranh |
| ---- | ---------------- | ------------------ | --------------- | ------------------------- | ------------- | ------------ |
| 2018 | Lãnh Ba, Action! | 冷巴, Action!      | Địch Lệ Lãnh Ba | Hoạt hình theo hình tượng | Tencent Video | 11 chương    |

### Phim ngắn
| Năm  | Tựa đề                  | Tựa đề tiếng Trung | Vai      | Bạn diễn                         | Ghi chú                                                                              |
| ---- | ----------------------- | ------------------ | -------- | -------------------------------- | ------------------------------------------------------------------------------------ |
| 2017 | Lost in your eyes       |                    | Alex     | Ngô Lỗi                          | Phim ngắn kỷ niệm 150 năm tạp chí Harper's Bazaar                                    |
| 2018 | Cuộc gặp gỡ bất ngờ     | 不期而遇           |          |                                  | Phim ngắn do Fashion Film kết hợp D&G phát hành                                      |
| 2019 | Nhảy múa đi, thanh xuân | 热舞吧! 青春       | Tiểu Tử  | Vương Nhất Bác                   | Phim ngắn quảng báo OPPO R15                                                         |
| 2020 | Giang hồ                | 江湖               |          | Nhậm Gia Luân                    | Phim ngắn thử nghiệm phong cách cổ trang kiếm hiệp của VogueMe                       |
| 2021 | Buổi hẹn                | 约会               | Lệ Lệ    |                                  | Tác phẩm thuộc series phim ngắn chủ đề Dũng Cảm của Biểu Diễn Đẹp Nhất cuối năm 2020 |
| 2021 | Tiệm chụp ảnh           | 造相馆             |          | Cát Ưu, Hoa Thần Vũ, Trần Phi Vũ | Phim ngắn mừng Tết 2021                                                              |
| 2022 | Cuộc đời cúc áo         | 钮扣人生           | Tiểu Kim | Đoạn Dịch Hoành                  | Phim ngắn do Tạp chí Vogue Film phát hành                                            |

### Phim điện ảnh
| Năm  | Tựa đề                 | Tựa đề tiếng Trung | Vai           | Bạn diễn                      | Đạo diễn    | Ghi chú   |
| ---- | ---------------------- | ------------------ | ------------- | ----------------------------- | ----------- | --------- |
| 2015 | Phanh nhiên tinh động  | 怦然星动           | Hác Mỹ Lệ     | Dương Mịch, Lý Dịch Phong     | Tony Chan   | Vai phụ   |
| 2017 | Ngạo Kiều và Định Kiến | 傲娇与偏见         | Đường Nam Nam | Trương Vân Long, Cao Vỹ Quang | Lý Hải Thục | Vai chính |
| 2017 | Tiệm tạp hóa Giải Ưu   | 解憂雜貨店         | Đồng Đồng     | Đổng Tử Kiện, Vương Tuấn Khải | Hàn Kiệt    | Vai chính |
| 2018 | 21 Carat               | 21克拉             | Lưu Giai Âm   | Quách Kính Phi                | Hà Niên     | Vai chính |
| TBA  | Nhật Nguyệt Truyền Kì  | 日月传奇           | Hằng Nga      | Đậu Kiêu                      | Kim Y Manh  | Vai chính |

### Phim truyền hình
| Năm      | Năm       | Tựa đề                             | Tựa đề tiếng Trung  | Vai                        | Bạn diễn                                                          | Đạo diễn                                 | Ghi chú             | Kênh phát sóng                                             | Bản quyền                                            |
| Khai máy | Phát sóng | Tựa đề                             | Tựa đề tiếng Trung  | Vai                        | Bạn diễn                                                          | Đạo diễn                                 | Ghi chú             | Kênh phát sóng                                             | Bản quyền                                            |
| -------- | --------- | ---------------------------------- | ------------------- | -------------------------- | ----------------------------------------------------------------- | ---------------------------------------- | ------------------- | ---------------------------------------------------------- | ---------------------------------------------------- |
| 2012     | 2013      | A Na Nhĩ Hãn                       | 阿娜尔罕            | A Na Nhĩ Hãn               | A Bặc Lực Khắc Mộc, Thổ Nhĩ Hồng                                  | Diêm Thanh Tú                            | Vai chính           | CCTV                                                       | Tân Cương Đại Mộng Ảnh Thị                           |
| 2013     | 2014      | Cổ Kiếm Kỳ Đàm                     | 古剑奇谭            | Phù Cừ                     | Dương Mịch, Lý Dịch Phong, Trần Vỹ Đình, Trịnh Sảng, ...          |                                          | Vai phụ             | Đài Hồ Nam                                                 | Hoan Thụy Thế Kỷ                                     |
| 2013     | 2014      | Tình Yêu Thời Weibo                | 微时代之恋·初恋篇   | Ngô An Phách               | Dương Mịch, Trương Vân Long, Cao Vỹ Quang, ...                    |                                          | Vai phụ             | Tencent Video                                              | Gia Hành Thiên Hạ                                    |
| 2014     | 2014      | Chế Tạo Mỹ Nhân                    | 美人製造            | Khuynh Thành               | Kim Thế Giai, Dương Dung, Viên San San, ...                       |                                          | Khách mời (Tập 3-6) | Đài Hồ Nam                                                 | Giải Trí Đông Dương + Vu Chính Studio                |
| 2012     | 2014      | Phong Trung Kỳ Duyên               | 风中奇缘            | Ly Cơ                      | Lưu Thi Thi, Hồ Ca, Bành Vu Yến, ...                              |                                          | Vai phụ             | Đài Hồ Nam                                                 | Thượng Hải Ảnh Thị                                   |
| 2014     | 2015      | Nghịch Quang Chi Luyến             | 逆光之恋            | Giang Ly                   | Mễ Nhiệt, Dương Húc Văn, ...                                      | Nhậm Hải Dao                             | Vai chính           | Tencent Video                                              | Đằng Tấn + Giải Trí Đông Dương                       |
| 2014     | 2015      | Người Tình Kim Cương               | 克拉恋人            | Cao Văn                    | Đường Yên, Bi Rain, La Tấn, ...                                   |                                          | Vai phụ             | Đài Chiết Giang, Đài An Huy                                | Hoan Thụy Thế Kỷ                                     |
| 2014     | 2015      | Ban Thục Truyền Kỳ                 | 班淑传奇            | An Tâm                     | Cảnh Điềm, Trương Triết Hạn, ...                                  |                                          | Vai phụ             | Tencent Video                                              | Hoan Ngu Ảnh Thị + Giải Trí Đông Dương               |
| 2015     | 2016      | Nấc Thang Tình Yêu                 | 爱的阶梯            | Tống Tử Hàm                | Trương Duệ, Trương Mông, ...                                      |                                          | Vai phụ             | Đài Giang Tô                                               | Hoan Thụy Thế Kỷ                                     |
| 2015     | 2016      | Lục Phiến Môn                      | 六扇门              | Tô Dật Thanh               | Lâm Phong, Phương Trung Tín, La Tấn, ...                          | Đường Địch                               | Vai chính           | Tencent Video, Đài Hắc Long Giang                          | Hải Ninh Kim Trạch                                   |
| 2015     | 2016      | Ma Lạt Biến Hình Kế                | 麻辣变形计          | Quan Tiểu Địch             | Mã Khả, ...                                                       | Hà Tịnh                                  | Vai chính           | Đài Hồ Nam                                                 | Hoàn Mỹ Thời Không                                   |
| 2016     | 2017      | Lý Huệ Trân Xinh Đẹp               | 漂亮的李慧珍        | Lý Huệ Trân                | Thịnh Nhất Luân, Trương Bân Bân, ...                              | Triệu Thần Dương                         | Vai chính           | Đài Hồ Nam                                                 | Gia Hành Thiên Hạ                                    |
| 2016     | 2017      | Tam Sinh Tam Thế Thập Lý Đào Hoa   | 三生三世十里桃花    | Bạch Phượng Cửu            | Dương Mịch, Triệu Hựu Đình, Cao Vỹ Quang, ...                     | Lâm Ngọc Phân                            | Vai phụ             | Đài Chiết Giang, Đài Giang Tô                              | Gia Hành Thiên Hạ                                    |
| 2016     | 2017      | Tần Thời Lệ Nhân Minh Nguyệt Tâm   | 秦时丽人明月心      | Công Tôn Lệ                | Trương Bân Bân, Lưu Sướng, ...                                    | Lưu Tân                                  | Vai chính           | Youku, Đài Chiết Giang                                     | Gia Hành Thiên Hạ                                    |
| 2017     | 2018      | Liệt Hỏa Như Ca                    | 烈火如歌            | Liệt Như Ca - Ám Dạ Minh   | Châu Du Dân, Trương Bân Bân, ...                                  | Lương Thắng Quyền                        | Vai chính           | Youku                                                      | Gia Hành Thiên Hạ                                    |
| 2017     | 2018      | Nghìn Lẻ Một Đêm                   | 一千零一夜          | Lăng Lăng Thất             | Đặng Luân, Chúc Tự Đan, ...                                       | Kim Sâm                                  | Vai chính           | Đài Hồ Nam                                                 | Gia Hành Thiên Hạ                                    |
| 2018     | 2020      | Tam Sinh Tam Thế Chẩm Thượng Thư   | 三生三世枕上书      | Bạch Phượng Cửu            | Cao Vỹ Quang, Lưu Vũ Hân, Lưu Nhuế Lân, ...                       | Dương Huyền                              | Vai chính           | Tencent Video - WeTV                                       | Gia Hành Thiên Hạ                                    |
| 2019     | 2020      | Hạnh Phúc Trong Tầm Tay            | 幸福，触手可及      | Chu Phóng                  | Hoàng Cảnh Du, Trương Hinh Dư, ...                                | Thẩm Dương                               | Vai chính           | Đài Hồ Nam                                                 | Vạn Đạt Ảnh Thị                                      |
| 2020     | 2021      | Trường Ca Hành                     | 长歌行              | Lý Trường Ca               | Ngô Lỗi, Lưu Vũ Ninh, Phương Dật Luân, ...                        | Chu Duệ Bân                              | Vai chính           | Tencent Video - WeTV, Đài Sơn Đông                         | Hoa Sách Ảnh Thị                                     |
| 2020     | 2021      | Em là niềm kiêu hãnh của anh       | 你是我的荣耀        | Kiều Tinh Tinh             | Phan Việt Minh, Hồ Khả, Dương Dương, ...                          | Vương Tinh                               | Vai chính           | Tencent Video - WeTV                                       | Đằng Tấn                                             |
| 2021     | 2022      | Ngự Giao Ký: Dữ quân sơ tương thức | 驭鲛记之,与君初相识 | Kỷ Vân Hòa                 | Nhậm Gia Luân, Tiêu Thuận Nghiêu, Quách Hiểu Đình, Hồ Ý Hoàn, ... | Chu Duệ Bân                              | Vai chính           | Youku                                                      | Hoa Sách Ảnh Thị                                     |
| 2021     | 2022      | Ngự Giao Ký: Kháp tự cố nhân quy   | 驭鲛记之,恰似故人归 | Kỷ Vân Hòa                 | Nhậm Gia Luân, Tiêu Thuận Nghiêu, Quách Hiểu Đình, Hồ Ý Hoàn, ... | Chu Duệ Bân                              | Vai chính           | Youku                                                      | Hoa Sách Ảnh Thị                                     |
| 2021     | 2023      | An Lạc Truyện                      | 安乐传              | Đế Tử Nguyên - Nhậm An Lạc | Cung Tuấn, Lưu Vũ Ninh, Bùi Tử Thiêm, ...                         | Thành Tử Du                              | Vai chính           | Youku                                                      | Thượng Hải Ảnh Thị                                   |
| 2022     | 2023      | Công Tố Tinh Anh                   | 公诉精英            | An Ni                      | Đồng Đại Vi, Vưu Tĩnh Như, Hàn Đống, ...                          | Dư Đinh                                  | Vai chính           | Tencent Video - WeTV, iQiyi; Đài Chiết Giang, Đài Bắc Kinh | Hoa Nạp Ảnh Nghiệp + VKS Nhân Dân Tối Cao Trung Quốc |
| 2023     | 2025      | Lợi Kiếm Hoa Hồng                  | 利剑玫瑰            | Đặng Nghiên                | Kim Thế Giai, ...                                                 | Tô Vạn Thông                             | Vai chính           | Tencent Video - WeTV Đài CCTV8                             | Đằng Tấn + Trung Thị Nhã Vận                         |
| 2024     | TBA       | Kiêu Khởi Thanh Nhưỡng             | 枭起青壤            | Nhiếp Cửu La               | Trần Tinh Húc,...                                                 | Tổng đạo diễn: Điền Lí Đạo diễn: Hà Thản | Vai chính           | Tencent Video - WeTV                                       | Đằng Tấn + X Kongfu Pictures                         |
| 2024     | TBA       | Mộ Tư Từ                           | 慕胥辞              | Hạ Tư Mộ                   | Trần Phi Vũ,...                                                   | Tần Trăn                                 | Vai chính           | Tencent Video - WeTV                                       | Đằng Tấn + Vạn Chúng Hợp Tinh                        |

## Kịch

### Kịch truyền thanh
| Năm  | Tựa đề            | Tựa đề tiếng Trung | Vai    | Bạn diễn   | Ghi chú |
| ---- | ----------------- | ------------------ | ------ | ---------- | --- |
| 2020 | Cáp treo tình yêu | 恋爱的贡多拉       | Miyuki | Biên Giang | Nhiệt Ba lần đầu tiên thử sách với vai trò lồng tiếng (radio drama) Tiểu thuyết Nhật Bản nổi tiếng của tác giả Higashino Keigo. |

## Âm nhạc

### Nhạc phim
| Thời gian  | Ca khúc                     | Tựa đề tiếng Trung | Phim                             |
| ---------- | --------------------------- | ------------------ | -------------------------------- |
| 2014-07-28 | Our Era                     | 我们的时代         | Tình yêu thời Weibo              |
| 2016-03-13 | Love in My Heart            | 爱在心中           | Nấc thang tình yêu               |
| 2017-01-20 | Be Together Without Worries | 漂亮的在一起       | Lý Huệ Trân xinh đẹp             |
| 2017-01-20 | Can't Bear To               | 舍不得             | Lý Huệ Trân xinh đẹp             |
| 2017-04-19 | Mr. Pride vs Miss Prejudice | 傲娇与偏见         | Ngạo Kiều và Định Kiến           |
| 2018-02-26 | Dục Hỏa Thành Thi           | 浴火成诗           | Liệt Hỏa Như Ca                  |
| 2020-01-21 | Khăng Khăng                 | 偏偏               | Tam sinh tam thế Chẩm thượng thư |

### Ca khúc khác
| Thời gian  | Ca khúc                           | Tựa đề tiếng Trung | Phim                                                                         | Ghi chú |
| ---------- | --------------------------------- | ------------------ | ---------------------------------------------------------------------------- | ------- |
| 2017-12-15 | Một chuyến đi phiêu lưu sinh mạng | 赴一场生命的冒险   | Ost game Nhật Ký Tìm Kiếm Hoang Dã                                           | Đơn Ca  |
| 2018-02-02 | May mắn gặp được bé kẹo           | 好运聚一糖         | Ost phim ngắn quảng cáo của Alpenliebe                                       | Đơn Ca  |
| 2019-05-04 | Hướng về ánh sáng                 | 向上的光           | Bài hát chủ đề của dự án CHINA YOUNG                                         | Đơn Ca  |
| 2019-08-26 | Vô Hạn                            | 无限               | Bài hát chủ đề yêu nước SOUND IN CHINA                                       | Tốp Ca  |
| 2019-09-17 | Hôm nay là ngày sinh nhật của bạn | 今天是你的生日     | Bài hát cho Tổ Quốc                                                          | Tốp Ca  |
| 2020-04-08 | Anh em                            | 手足               | Bài hát mừng ngày giải phóng Vũ Hán                                          | Tốp Ca  |
| 2023-10-25 | Hoa nhi cùng thiếu niên           | 花儿与少年         | Bài hát chủ đề của chương trình Hoa nhi cùng thiếu niên SS5 Con đường tơ lụa | Tốp Ca  |
| 2024-04-30 | Bắt đầu suy luận nào              | 开始推理吧         | Bài hát chủ đề của chương trình Bắt đầu suy luận nào SS2                     | Tốp Ca  |
| 2024-06-03 | Màn thứ 10                        | 第十幕 Episode X   | Bài hát sinh nhật tặng fan nhân dịp sinh nhật tuổi 32                        | Đơn ca  |

## Hoạt động từ thiện
- Ngày 29 tháng 8 năm 2012, Nhiệt Ba đến nhà phúc lợi ở một quận thuộc Tân Cương để thăm trẻ mồ côi và trẻ em tàn tật không nơi nương tựa.
- Ngày 16 tháng 10 năm 2014, Nhiệt Ba đã kêu gọi cư dân mạng cung cấp những bữa ăn dinh dưỡng cho trẻ em sống ở các vùng núi nghèo khó và trẻ em bị bỏ rơi thông qua hình thức "trải nghiệm cảm giác đói".
- Ngày 12 tháng 3 năm 2015, Nhiệt Ba đã hưởng ứng lời kêu gọi vì phúc lợi công cộng thông qua Weibo và kêu gọi nhiều người hơn tham gia vào dự án phủ xanh và trồng cây trên mạng do Hành động Bảo tồn Thiên nhiên của Quỹ Xanh Trung Quốc khởi xướng.
- Ngày 19 tháng 9 năm 2015, Nhiệt Ba đã được mời tham dự sự kiện "Quần áo và giúp đỡ yêu thương" do BAZAAR Star Charity Night tổ chức. Buổi bán đồ từ thiện quyên góp cho dự án xe cứu thương của quận nghèo khó, gửi gắm hy vọng vào cuộc sống.
- Ngày 14 tháng 10 năm 2015, Nhiệt Ba, cùng với Dương Mịch và Lưu Khải Uy, đóng vai trò là đại sứ tình yêu cho mùa thứ năm của Chiến dịch mùa đông ấm, nhằm mục đích chạy tiếp sức cho mùa đông ấm áp và mang tình yêu trở lại.
- Ngày 13 tháng 1 năm 2016, Nhiệt Ba đã tham gia hoạt động "MAKEAPROMISE" do UNICEF và Louis Vuitton khởi xướng để giúp đỡ trẻ em bị bệnh tật, thiên tai và chiến tranh, đồng thời chia sẻ lời hứa của mình bằng cử chỉ ngón út để hỗ trợ trẻ em đang cần giúp đỡ khẩn cấp.
- Ngày 25 tháng 1 năm 2016, Nhiệt Ba tham gia sự kiện từ thiện Bazaar "Charity Star Design" lần thứ 3, và ra mắt dòng sản phẩm kính "Smart Cute Master" để hỗ trợ trẻ em ở những vùng nghèo khó có được quyền được học nghệ thuật và nhận thức của mình.
- Ngày 7 tháng 4 năm 2016, Nhiệt Ba đã hỗ trợ dự án từ thiện "First Voice" do Quỹ Phát triển Phụ nữ Trung Quốc khởi xướng để giúp đỡ trẻ em bị khiếm thính nặng thuộc các gia đình nghèo.
- Ngày 19 tháng 12 năm 2016, Nhiệt Ba tham gia chiến dịch nhận nuôi chó mèo hoang "Take Me Home" do NetEase News khởi xướng, trở thành NGÔI SAO nhiệt tình và nhiệt tình ủng hộ việc nhận nuôi thay vì mua bán.
- Ngày 25 tháng 4 năm 2017, Nhiệt Ba và các thành viên cố định khác của đoàn chương trình Keep Running đã đến trường tiểu học Đại Liên để tổ chức một sự kiện từ thiện, vui chơi với các em nhỏ và phát 10.000 gói năng lượng để cùng nhau lan tỏa hạnh phúc và năng lượng tích cực.
- Ngày 11 tháng 7 năm 2017, Nhiệt Ba đã tặng một dây chuyền thắt lưng bằng bạc bảng Anh tại Sự kiện từ thiện Bazaar Star, được sử dụng cho các cuộc đấu giá từ thiện để giúp đỡ từ thiện.
- Ngày 13 tháng 12 năm 2017, đúng vào ngày Quốc Khánh, Nhiệt Ba đăng Weibo để kêu gọi công chúng ghi nhớ lịch sử, trân trọng hòa bình và cùng nhau ngắm nhìn hòa bình.

## Giải thưởng
| Năm                                                 | Giải thưởng                                                          | Hạng mục                                                           | Được đề cử                       | Kết quả   |
| --------------------------------------------------- | -------------------------------------------------------------------- | ------------------------------------------------------------------ | -------------------------------- | --------- |
| 2009                                                | Cuộc thi ca khúc mới dành cho người thiểu số đầu tiên ở tỉnh Cát Lâm | Giải ba cuộc thi                                                   |                                  | Đoạt giải |
| 2014                                                | Fashion Power                                                        | Lực lượng mới nổi hàng năm trong vòng biểu diễn nghệ thuật         |                                  | Đoạt giải |
| 2015                                                | China TV Drama Awards                                                | Nữ diễn viên mới được khán giả yêu thích nhất                      | Người tình kim cương             | Đoạt giải |
| 2016                                                | Đêm hội Thịnh Điển Cosmo                                             | Thần tượng tuổi trẻ hàng năm                                       |                                  | Đoạt giải |
| 2016                                                | TV Star Power List                                                   | Ngôi sao truyền hình xuất sắc nhất                                 |                                  | Đoạt giải |
| 2016                                                | EN AWards                                                            | Nghệ sĩ nữ lực lượng mới                                           |                                  | Đoạt giải |
| 2016                                                | Đêm hội gào thét iQiyi                                               | Diễn viên quyền lực nhất thế hệ mới                                |                                  | Đoạt giải |
| 2016                                                | Golden Guduo Media Awards                                            | Nữ diễn viên xuất sắc nhất (Web Series)                            |                                  | Đề cử     |
| 2016                                                | China - Britain Film Festival                                        | Nữ diễn viên mới xuất sắc nhất                                     | Ngạo Kiêu và Định Kiến           | Đoạt giải |
| 2016                                                | Hoa Đỉnh lần thứ 19                                                  | Nữ diễn viên phụ xuất sắc nhất                                     | Người tình kim cương             | Đề cử     |
| 2017                                                | Giải Bạch Ngọc Lan lần thứ 23                                        | Nữ diễn viên phụ truyền hình xuất sắc nhất                         | Tam sinh tam thế thập lý đào hoa | Đề cử     |
| 2017                                                | ELLE Style Awards                                                    | Thần tượng nhân khí của năm                                        |                                  | Đoạt giải |
| 2017                                                | Tencent Star Awards (Tinh Quang Đại Thưởng 2017)                     | Nữ diễn viên truyền hình nổi tiếng nhất                            |                                  | Đoạt giải |
| 2017                                                | Golden Mango Star Awards                                             | Nữ diễn viên được hoan nghênh nhất năm                             |                                  | Đoạt giải |
| 2017                                                | Powerstar                                                            | Nữ diễn viên Trung Quốc được yêu thích nhất trong năm              |                                  | Đoạt giải |
| 2017                                                | Powerstar                                                            | Ngôi sao nổi tiếng của năm                                         |                                  | Đoạt giải |
| 2017                                                | China Screen Awards                                                  | Diễn viên mới của năm                                              |                                  | Đoạt giải |
| 2017                                                | Golden Tower Awards                                                  | Nữ nghệ sĩ yêu thích của sinh viên đại học                         |                                  | Đoạt giải |
| 2017                                                | Golden Tower Awards                                                  | Nữ hoàng nhân khí                                                  |                                  | Đoạt giải |
| 2018                                                |                                                                      |                                                                    |                                  |           |
| Kim Ưng Thưởng lần thứ 29                           | Nữ diễn viên được khán giả yêu thích nhất                            | Lý Huệ Trân xinh đẹp                                               | Đoạt giải                        |           |
| Liên hoan nghệ thuật truyền hình Kim Ưng lần thứ 12 | Nữ thần Kim Ưng                                                      | Lý Huệ Trân xinh đẹp,Nghìn lẻ một đêm                              | Đoạt giải                        |           |
| Liên hoan nghệ thuật truyền hình Kim Ưng lần thứ 12 | Nữ diễn viên có sức ảnh hưởng nhất                                   | Lý Huệ Trân xinh đẹp                                               | Đoạt giải                        |           |
| Đêm hội Young Choice của Youku                      | Thần tượng siêu nổi tiếng                                            |                                                                    | Đoạt giải                        |           |
| Golden Data Entertainment Awards                    | Nữ nghệ sĩ nổi tiếng nhất trên Internet                              |                                                                    | Đoạt giải                        |           |
| Golden Data Entertainment Awards                    | Nữ nghệ sĩ có sức hút nhất với người hâm mộ                          |                                                                    | Đoạt giải                        |           |
| ShangHai International Film&TV Festival             | Nữ diễn viên thực lực của năm                                        | Liệt Hỏa Như Ca                                                    | Đoạt giải                        |           |
| The action of China 5th                             | Nữ diễn viên (đoàn trực tuyến)                                       |                                                                    | Đề cử                            |           |
| SOFA Film Festival                                  | Nữ diễn viên yêu thích nhất của gia đình                             |                                                                    | Đoạt giải                        |           |
| Lễ trao giải Kim Cốt Đóa                            | Nữ diễn viên truyền hình của năm                                     |                                                                    | Đề cử                            |           |
| V Influence Summit                                  | Ngôi sao năng lượng tích cực có ảnh hưởng đến Weibo                  |                                                                    | Đoạt giải                        |           |
| 2019                                                | Đêm hội Weibo 2018                                                   | Nhân vật nổi tiếng của năm trên Weibo                              |                                  | Đoạt giải |
| 2019                                                | Giải Kim Phượng Hoàng lần thứ 17                                     | Người mới xuất sắc nhất                                            | Tiệm tạp hóa giải ưu             | Đoạt giải |
| 2019                                                | Golden Mango Star Awards                                             | Nữ diễn viên được hoan nghênh nhất năm 2018                        |                                  | Đoạt giải |
| 2019                                                | Block Data Awards                                                    | Nữ diễn viên được sinh viên đại học yêu thích nhất 2019            |                                  | Đoạt giải |
| 2019                                                | Đêm hội Thịnh Điển Cosmo                                             | 传承梦想年度人物                                                   |                                  | Đoạt giải |
| 2019                                                | Tencent Star Awards (Tinh Quang Đại Thưởng 2019)                     | Ngôi sao VIP của năm                                               |                                  | Đoạt giải |
| 2020                                                | Đêm hội Weibo 2019                                                   | Nhân vật có sức ảnh hưởng của năm                                  |                                  | Đoạt giải |
| 2020                                                | Đầu Điều Thịnh Điển                                                  | Minh tinh có sức ảnh hưởng của năm                                 |                                  | Đoạt giải |
| 2020                                                | Golden Mango Star Awards                                             | Nữ diễn viên được hoan nghênh nhất năm 2019                        |                                  | Đoạt giải |
| 2020                                                | Asian Contents Awards                                                | Nữ diễn viên xuất sắc nhất                                         | Tam sinh tam thế chẩm thượng thư | Đề cử     |
| 2020                                                | Asian Contents Awards                                                | Diễn viên mới xuất sắc nhất                                        | Tam sinh tam thế chẩm thượng thư | Đoạt giải |
| 2020                                                | Busan International Film Festival                                    | Ngôi sao đang lên xuất sắc nhất Châu Á                             | Tam sinh tam thế chẩm thượng thư | Đoạt giải |
| 2020                                                | Busan International Film Festival                                    | Nữ diễn viên xuất sắc nhất châu Á                                  | Tam sinh tam thế chẩm thượng thư | Đề cử     |
| 2020                                                | Tencent Star Awards (Tinh Quang Đại Thưởng 2020)                     | Nữ diễn viên phim truyền hình nổi tiếng của năm                    | Tam sinh tam thế chẩm thượng thư | Đoạt giải |
| 2020                                                | Tencent Star Awards (Tinh Quang Đại Thưởng 2020)                     | Ngôi sao VIP của năm                                               |                                  | Đoạt giải |
| 2021                                                | Powerstar                                                            | Nữ diễn viên Hoa ngữ nổi tiếng nhất                                |                                  | Đoạt giải |
| 2021                                                | Powerstar                                                            | Nữ diễn viên có ảnh hưởng nhất trong năm                           |                                  | Đoạt giải |
| 2021                                                | WeTV Awards 2020                                                     | Nữ diễn viên của năm                                               |                                  | Đoạt giải |
| 2021                                                | TV Series Awards 2020                                                | Nhân vật nữ nổi tiếng của năm                                      | Tam sinh tam thế chẩm thượng thư | Đoạt giải |
| 2021                                                | Đêm hội Weibo 2020                                                   | Nhân vật quyến rũ và giá trị của năm trên Weibo                    |                                  | Đoạt giải |
| 2021                                                | Weibo Starlight Awards                                               | Nghệ sĩ được yêu thích nhất ở nước ngoài                           |                                  | Đoạt giải |
| 2021                                                | Seoul International Drama Awards                                     | Nữ diễn viên xuất sắc nhất                                         | Trường Ca Hành                   | Đề cử     |
| 2021                                                | Golden Angel Awards 2021                                             | Diễn viên trẻ xuất sắc của năm                                     | Trường Ca Hành                   | Đoạt giải |
| 2022                                                | International Iconic Award 2022 tại Ấn Độ                            | Best Actor of The World (Female)                                   |                                  | Đề cử     |
| 2023                                                | Tencent Star Awards (Tinh Quang Đại Thưởng 2023)                     | Nghệ sĩ có giá trị thương mại cao nhất năm                         |                                  | Đoạt giải |
| 2023                                                | Tencent Star Awards (Tinh Quang Đại Thưởng 2023)                     | Ngôi sao VIP của năm                                               |                                  | Đoạt giải |
| 2023                                                | Giải thưởng POP GOLDEN                                               | Diễn viên điện ảnh và truyền hình xuất sắc nhất (Hạng mục quốc tế) |                                  | Đoạt giải |
| 2023                                                | Giải thưởng POP GOLDEN                                               | Diễn viên Trung Quốc xuất sắc nhất                                 |                                  | Đoạt giải |

### Thành tích khác
- 2 tháng 2 năm 2018: Bảng quyền lực minh tinh 2017:
  - Minh tinh nhân  khí của năm
  - Nữ diễn viên Hoa Ngữ nhân khí nhất năm
- Magazine Fashion Face Awards Year 2017
  - Asian Female: Top 1[41]
- 30 tháng 11 năm 2018: Phó giám đốc WCS (Wildlife Conservation Society) - Hiệp hội bảo tồn Động vật hoang dã đã chính thức kí tên phê duyệt bổ nhiệm Nhiệt Ba trở thành Đại sứ thân thiện khu vực Trung Quốc.

### TC Candler - The 100 Most Beautiful Faces
| Năm  | Hạng | Ref. |
| ---- | ---- | ---- |
| 2017 | 26   |      |
| 2018 | 16   |      |
| 2019 | 34   |      |
| 2020 | 39   |      |
| 2021 | 58   |      |
| 2022 | 78   |      |

- 15 tháng 3 năm 2019: TC Candler - The 100 Most Beautiful Asian Faces of 2018: No. 6

### Forbes China Celebrity 100
| Năm  | Hạng | Ref.   |
| ---- | ---- | ------ |
| 2017 | 37   | [ 42 ] |
| 2019 | 16   | [ 43 ] |
| 2020 | 11   | [ 44 ] |